# Neanthes cortezi
Neanthes cortezi är en ringmaskart som beskrevs av Kudenov 1979. Neanthes cortezi ingår i släktet Neanthes och familjen Nereididae. Inga underarter finns listade i Catalogue of Life.